# Manuela Henkel
Manuela Henkel, född 4 december 1974 i Neuhaus am Rennweg i Thüringen, är en tysk tidigare längdåkare, och äldre syster till skidskytten Andrea Henkel. Hon var sportsoldat i Bundeswehr.
Henkel ingick i det tyska lag som vann guld både i OS 2002 och vid VM 2003. I världscupen har hon (mars 2007) 7 pallplatser på 154 starter.